# Scattergun
Scattergun war eine Punkband aus Berlin um die Sängerin Patti Pattex, die im Jahr 1995 gegründet wurde.
2002 löste sich die Band auf. Pattex wirkte danach in der Band Cut My Skin. Die Tonträger der Band erschienen auf Nasty Vinyl.

## Diskografie
- 1997: I Don't Fuckin' Care (2x7", EP, Red; Nasty Vinyl)
- 1997: Bombshell (10", EP; Nasty Vinyl)
- 1998: Schönbohm The Brown Nosed Asshole (7"; Nasty Vinyl)
- 1999: Sick Society (CD, Album; Nasty Vinyl)
- 2001: Le Destin (CD, Album; Nasty Vinyl)